# Cuba (freguesia)
A Freguesia de Cuba é uma freguesia portuguesa do Município de Cuba, com 70,09 km² de área e 3092 habitantes (censo de 2021), tendo, por isso, uma densidade populacional de 44,1 hab./km².

## Demografia
Nota: Nos anos de 1890 a 1930 a freguesia de Faro do Alentejo fazia parte desta freguesia. Pelo decreto lei nº 27.424, de 31/12/1936, aquela freguesia voltou a ter autonomia.
A população registada nos censos foi:
| Distribuição da População por Grupos Etários | Distribuição da População por Grupos Etários | Distribuição da População por Grupos Etários | Distribuição da População por Grupos Etários | Distribuição da População por Grupos Etários |
| -------------------------------------------- | -------------------------------------------- | -------------------------------------------- | -------------------------------------------- | -------------------------------------------- |
| Ano                                          | 0-14 Anos                                    | 15-24 Anos                                   | 25-64 Anos                                   | > 65 Anos                                    |
| 2001                                         | 448                                          | 431                                          | 1548                                         | 697                                          |
| 2011                                         | 473                                          | 366                                          | 1732                                         | 735                                          |
| 2021                                         | 436                                          | 327                                          | 1616                                         | 713                                          |

## Património edificado
- Igreja de São Vicente (Cuba)
- Capela de São Pedro
- Capela de São Sebastião
- Capela de Nossa Senhora da Rocha
- Igreja e Convento de Nª Sª do Carmo
- Casa do Escritor Fialho de Almeida
- Palacete Borralho Relógio

## Personalidades ilustres
- Conde de Cuba